# 气体

氣體、液體、固體（由上而下）不同的分子、原子結構。

氣體（英語：gas，荷蘭語：「gas」，舊稱瓦斯）是四种基本物质状态之一（其他三种分别为固体、液体、等离子体）。气体可以由单个原子（如稀有气体）、一种元素组成的单质分子（如氧气）、多种元素组成化合物分子（如二氧化碳）等组成。气体混合物可以包括多种气体物质，比如空气。气体与液体和固体的显著区别就是气体粒子之间间隔很大。这种间隔使得人眼很难察觉到无色气体。气体与液体一样是流体：它可以流动，可变形、壓縮。假如没有限制（容器或力场）的话，气体可以扩散，其体积不受限制，沒有固定。气态物质的原子或分子相互之间可以自由运动。
氣體的特性介於液體和等离子体之間，氣體的溫度不會超過等离子体，氣體的溫度下限為簡併態夸克氣體，現在也越來越受到重視。高密度的原子氣體冷卻到非常低的低溫，可以依其統計特性分為玻色氣體和費米氣體，其他相態可以參照相態列表。

## 元素氣體
在標準狀況下為氣體分子的化學元素有氫（H2）、氮 （N2）、氧（O2）和兩種鹵素，分別是氟（F2）和氯（Cl2）。另外還有單原子的稀有气体（惰性氣體）：氦（He）、氖（Ne）、氬（Ar）、氪（Kr）、氙（Xe）和氡（Rn）。

## 物理性质

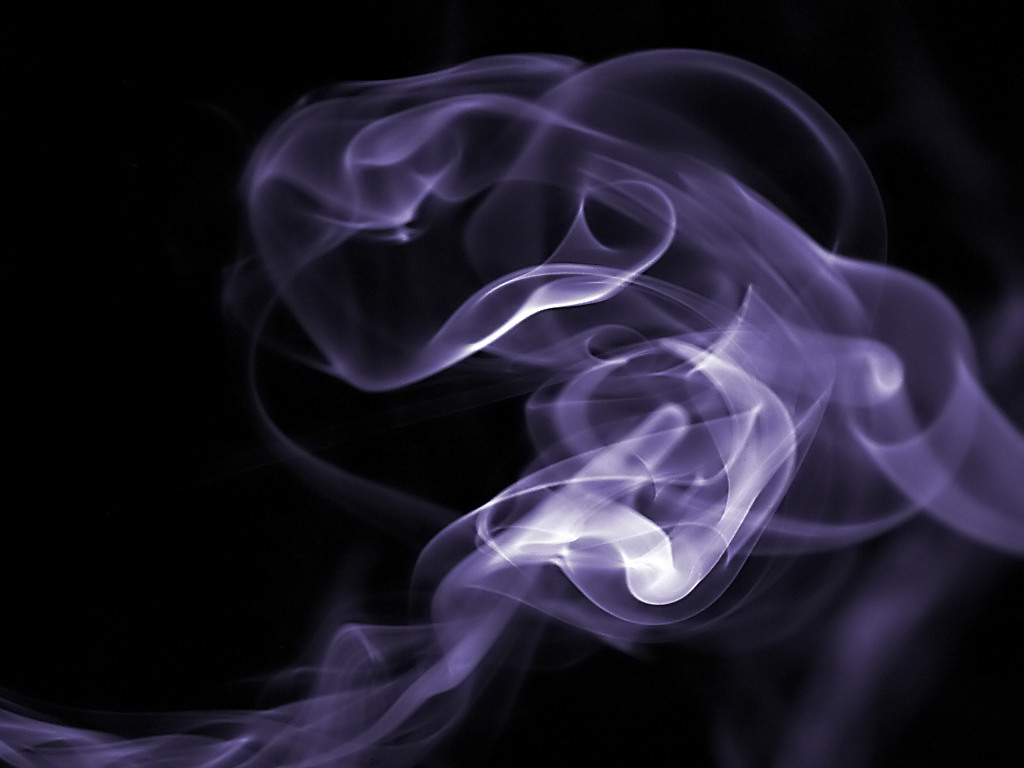
烟的颗粒提供了周围气体运动的线索。

因为大多数气体很难直接观察，他们常被通过其四个物理属性或宏观性质来描述：压强、体积、粒子數（化学家用摩尔来表示）和温度。这四个属性被许多科学家（如罗伯特·波义耳、雅克·查理、约翰·道尔顿、约瑟夫·路易·盖-吕萨克、阿莫迪欧·阿伏伽德罗等）通过不同的气体和不同的裝置来反复观察过。他们的仔细研究最终形成了描述这些属性的数学关系的理想气体定律。

## 宏观属性
当观察气体时，一般会指明参考物或长度尺度。较大的长度尺度对应着气体的宏观属性或是总体看法。其范围（可指体积）至少要能容纳大量的气体粒子。对如此采样尺寸的气体的统计分析会得到样品内所有气体粒子的平均属性（例如速度，温度，压强等）。相反，一个较小的参考长度尺度对应着气体的微观属性或是粒子层面的看法。

### 壓力
在公式中常用"p"或"P"来表示气体壓力，其单位则常为国际单位制中的帕斯卡（Pa）。
在描述一個有容器的氣體時，壓力（或是絕對壓力）是在氣體作用在容器表面上，單位面積所施的力，在此空間內，可以視為氣體粒子會直線運動，直到和其他分子或是容器壁碰撞為止。若和容器壁碰撞，單位時間內氣體粒子動量的變化就是氣體作用在容器上的力，在碰撞過程中，只有垂直容器壁的氣體粒子速度分量會變化，若氣體粒子是沿著容器壁運動，其動量不會變化。因此容器壁受到的力就是和容器壁碰撞的氣體粒子其動量變化的平均值。
壓強是所有碰撞容器壁的氣體粒子，其產生的力除以容器壁總面積後的值。

### 温度
在公式中常用"T"来表示气体温度，其单位则常为国际单位制中的开尔文（K）。
氣體粒子的速度和其絕對溫度成正比。在右邊的影片中，當氣球放進液態氮中時，因為溫度降低，氣體粒子速度變慢，氣球體積也隨之縮小。氣體系統的溫度和其中粒子（原子或分子）的運動有關。在統計力學中，溫度可以表示儲存在粒子中的平均動能。儲存能量的方式和粒子的自由度有關。藉由氣體粒子碰撞，粒子產生平移、旋轉或是振動的運動，其動能也隨之提高。相反的，固體中的分子因為在晶格中，無法有平移或旋轉的運動，只能以振動的方式提高溫度。加熱的氣體，因為持續和容器或其他氣體粒子碰撞，其速度分佈範圍較大，可以用麦克斯韦-玻尔兹曼分布描述，此時會假設氣體粒子近似為接近熱力學平衡狀態下的理想氣體。

### 比容
在公式中常用"v"来表示气体比容，其单位则常为国际单位制中的立方米每千克（m3/kg）。表示气体体积常用"V"，其单位常为立方米（m3）。
在描述熱力學性質時，會將性質區分內含及外延性質。和氣體的量（體積或是質量）有關的量稱為外延性質，和氣體的量（體積或是質量）無關的量稱為內含性質。比容是內含性質，是熱平衡時，單位質量氣體的體積。氣體的體積和氣體量有關，因此是外延性質。
固態和液體的比容會隨壓強或溫度而有輕微的變化，但壓強或溫度改變時，氣體的比容會有顯著的變化，溫度相同的氣體，當壓強減半時，其比容會加倍，因此氣體具有压缩性。

### 密度
在公式中常用ρ来表示气体密度，其单位则常为国际单位制中的千克每立方米（kg/m3），为比容的倒数。
由於氣體分子常會裝在容器中移動，其質量一般會用密度來表示。密度是單位體積下的質量，也是比容的倒數。氣體密度變化的範圍很大．因為當受到壓強或體積的限制時，氣體分子之間可以靠得更近。密度的變化即為可壓縮性，氣體的密度和壓強及溫度都是狀態變數，在過程中的變化會依照熱力學的定律。針對靜態氣體而言，氣體的密度在整個容器中是相同的。密度是一純量，若是固定質量氣體，密度和容器的體積成反比。

## 微观属性

### 分子运动论
分子运动论通过考虑气体颗粒的成分和运动来对气体的宏观属性提供一个内在的视角。

### 布朗运动

氣體粒子的隨機運動，一開始上方和下方是不同的氣體，但最後可以看出氣體的擴散

布朗运动是描述流體中粒子隨機運動的數學模型。右圖動畫中粉紅色和綠色的粒子說明氣體運動的方式。

### 分子间作用力

当气体被压缩时，分子间作用力开始显示更大的作用。

气体颗粒间短暂的吸引（或排斥）对气体动力学会有影响。在物理化学中，给这类分子间作用力一个名称叫“范德华力”。这种力在决定气体的物理属性（比如粘性和流速）时很重要。在特定条件下（参见分子动力学理论）忽略这种力使得真实气体可以被当作理想气体看待，从而可以使用理想气体定律做简化计算。

## 模型

### 理想氣體
理想氣體為假想的气体。其特性為：
- 氣體分子間無作用力
- 氣體分子本身不占有體積
- 氣體分子與容器器壁間發生完全彈性碰撞

只有在温度高和压力极低的情况下，分子间距离大大增加，分子间作用力趋向于零，实际气体才接近于理想气体。而像He、H2、O2、N2这样的气体，不易液化，在常温常压下的性质也近似于理想气体。
理想氣體遵守理想氣體狀態方程式（pp. 509-512）：
{\displaystyle PV=nRT}
其中P、V、n和T分別是壓強、體積、氣體莫耳數及絕對溫度，R為理想氣體常數，8.314 J/(mol K)。
真實氣體在愈低壓、愈高溫的狀態，性質愈接近理想氣體。最接近理想氣體的氣體為氦氣。常溫常壓下的空氣也近似理想氣體。

### 真实气体
真实气体一般是指有以下的特性，不能用理想氣體簡化的氣體：
- 壓縮因子Z不為1。
- 比容會隨溫度而改變。
- 非平衡態熱力學下的氣體。
- 氣體粒子之間的范德华力不能忽略。
- 氣體粒子有離解，或是和其他粒子發生基元反应。

## 历史成果
氣體形態可通過其體積、溫度和其壓强所影響。這幾項要素構成了多項氣體定律，而三者之間可以互相影響：

### 波以耳定律

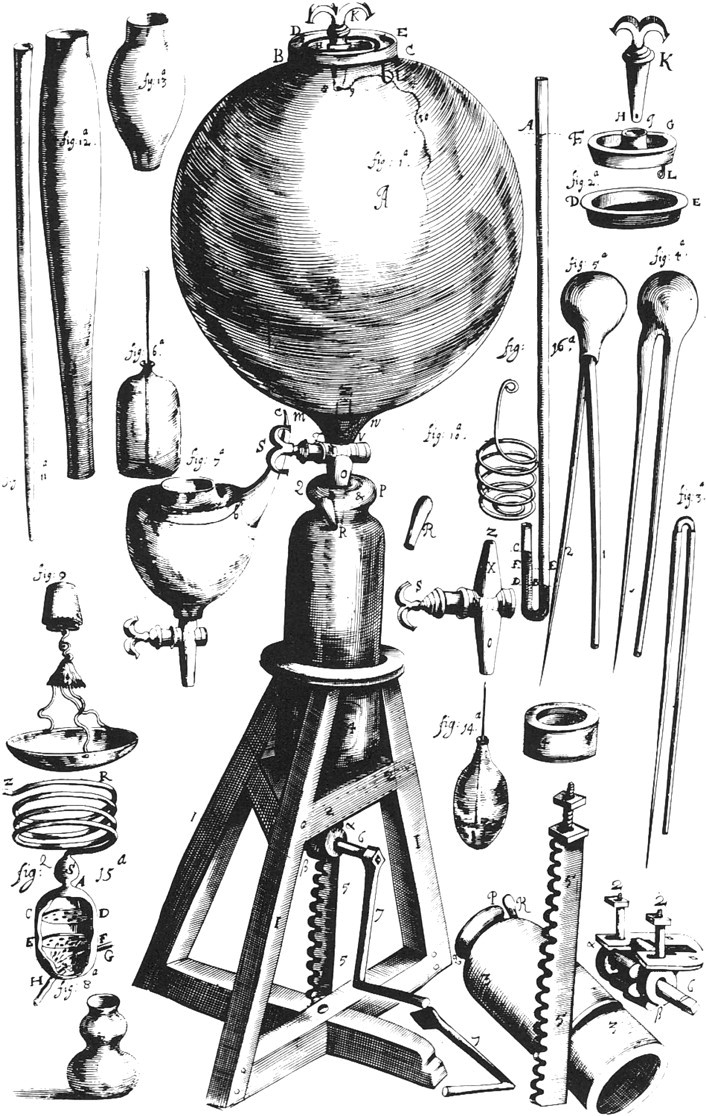
波义耳的实验装置

波以耳定律是指在一定溫度下，氣體體積增大時，其壓强必減小。這可用以下公式表達：
{\displaystyle V={\frac {k}{P}}}
這裡
- V 是指氣體的體積
- P 指壓强
- k 為一常數

### 查理定律
查理定律是指當壓力保持固定時，氣體體積與其溫度成正比。即是氣體溫度一增加，其體積也隨之而增大。其数学表达式为：
{\displaystyle {V_{1} \over T_{1}}={V_{2} \over T_{2}}}
這裡
- V 是指氣體的體積
- T 指溫度，單位為絕對溫標K

### 蓋-呂薩克定律
蓋-呂薩克定律是指一固定容器內的理想氣體，其壓強和溫度成正比
{\displaystyle {\frac {P_{1}}{T_{1}}}={\frac {P_{2}}{T_{2}}}\,}
這裡
- P 是指氣體的壓強
- T 指溫度，單位為絕對溫標K

### 亞佛加厥定律
亞佛加厥定律是指相同溫度及壓強的理想氣體，其體積和其莫耳數成正比，由此可得氣體的莫耳體積，在标准状况下是22.4公升。氣體體積和莫耳數的關係如下：
{\displaystyle {\frac {V_{1}}{n_{1}}}={\frac {V_{2}}{n_{2}}}\,}
其中n等於氣體的莫耳數（總分子數除以亞佛加厥數）

### 道爾頓分壓定律
道耳吞定律是指不會反應的理想氣體混合物，其總壓力等於各氣體分壓的和，若有n種氣體，可以表示為下式：
壓強total = 分壓1 + 分壓2 + ... + 分壓n

## 特殊主題

### 可壓縮性

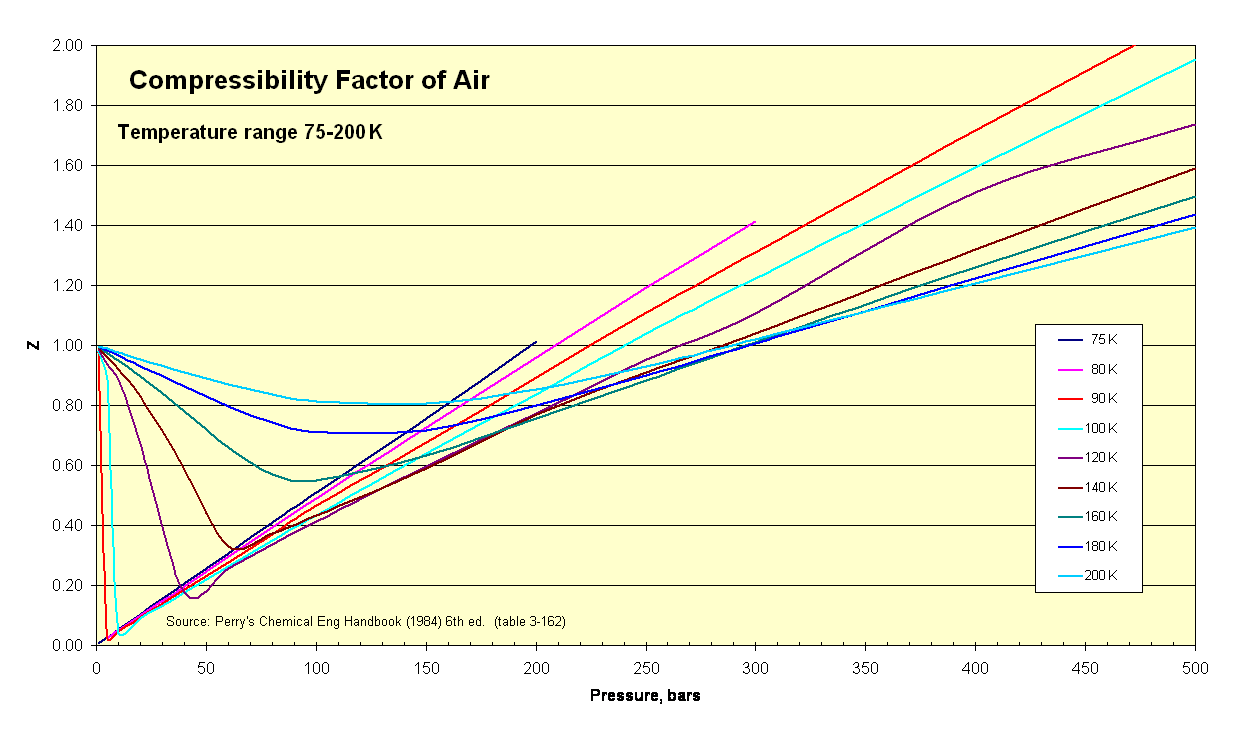
空氣的可壓縮係數圖

熱力學家利用可壓縮係數（Z）來調整理想氣體方程式，考慮真實氣體可壓縮性的影響。可壓縮係數是實際比容和理想比容之間的比例。一般而言其數值很接近1，可壓縮係數圖描述可壓縮係數和溫度之間的變化。

### 雷諾數
在流體機械上，雷諾數是慣性力（vsρ）和粘滯力（μ/L）之間的比例，是流體力學中最重要的無因次量，常和其他無因次量配合使用來提供動態相似性的準則。雷諾數可以提供模型和全尺寸的實際條件之間的相關性，也常用來作為流體的分類。

### 黏度
黏度是有關相鄰粒子之間影響程度的物理量。固體因為內部的分子間作用力，可以承受剪力，流體在類似的剪力下則會持續的變形，氣體的黏度比液體小，不過仍可以觀測到黏度的影響，若是氣體沒有黏度，就不會黏在機翼的表面形成邊界層。一個有關三角翼紋影照相的研究可以看出氣體分子之間會粘在一起（參照「邊界層」一節）。

### 紊流

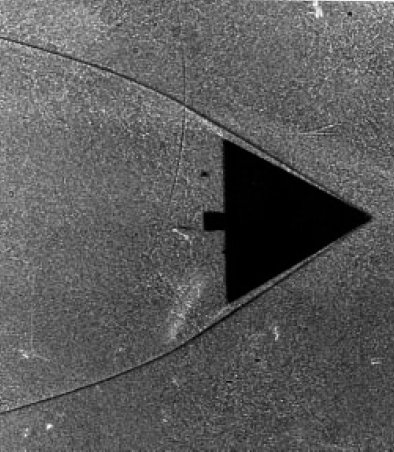
在風洞中的三角翼，當氣體在機翼前端被壓縮時，折射係數變化，產生陰影

紊流是指流場有隨機的、混沌的變化，包括少量的動量擴散，大量的動量對流，壓強和速度在空間和時間上有快速的變化。

### 邊界層
當氣體粒子沿著一物體表面流過時，有些粒子會因物體表面而速度變慢，好像粘在物體表面一樣，這稱為邊界層。主要是因為表面的摩擦力造成。物體和上面的邊界層會影響後面的流體，而邊界層也會和物體表面分離，形成新的表面，並且改變流體流動的路徑。像飛機的失速就是因為邊界層分離使得機翼的升力下降。

### 熱力學平衡
當系統中沒有能量轉移時，此系統已達到熱力學平衡。一般而言此時系統和週圍的溫度相同，因此不會有熱的轉移。這也表示外力是平衡的，系統體積不會變化，系統中的化學反應也已完成。熱力學平衡需要的時間隨系統而不同，像冰塊在室溫下約花幾個小時才能融化，在半導體內，一元件由開到關產生的熱轉移可能只需要數奈秒的時間。

## 備註
1. ↑  荷蘭語「gas」意為「氣體」的音譯，漢語「瓦斯」是從日語來的外來詞。日语「瓦斯」是日本人音譯荷蘭語或英語 「gas」的漢字詞，可能始見於1822年日人宇田川榛所著《遠西醫方名物考（補遺）》。該書說：「瓦斯（ガス）……古來稱為氣，或稱為類氣流體，然為與太虛蒼蒼之大氣區別，晚近名之為瓦斯（ガス），畢竟大氣亦數種瓦斯襍合而成者。」（引自《日本外來語大辭典》，荒川惣兵衛，1967年。原為日文）。「瓦」字日語舊讀／ɡua，現在讀／ɡa。「斯」字日語讀／si，但在「瓦斯」一詞讀／su。中文維基許多條目內容凡涉及「气体」或「氣體」常被轉換顯示為瓦斯。